# Motorola Xoom
El Motorola Xoom es una tableta de Motorola basada en Android 3.0 Honeycomb, presentada en el CES 2011, el 5 de enero de 2011 y lanzada el 24 de febrero del mismo año.
Es la primera tableta que lleva instalado Android 3.0. Se puso a la venta con otros tres productos: el Atrix Motorola, el Motorola Droid Bionic, y el Motorola Cliq 2.
En enero se dio a conocer que el Xoom vendrá como modelo sólo Wi-Fi, así como un modelo 3G a través de Verizon Wireless.
CNET lo nombró en la categoría de tables como "lo mejor del CES 2011".

## Características
El Xoom cuenta con una cámara frontal de 2 MP para videoconferencia sobre Wi-Fi o Internet móvil, y una cámara trasera de 5 MP que graba vídeo de 720p. El Xoom tiene una pantalla táctil multi-touch capacitativa, de 10,1 pulgadas con resolución de 1280×800 px, y soporta 1080p en la reproducción de vídeo. Cuenta con un chip Tegra 2 T20, ULP GeForce a 333 MHz para la aceleración de gráficos 3D, así como un puerto de salida de video micro-HDMI. Cuenta con el recubrimiento resistente Gorilla Glass.
Dispone una variedad de sensores, incluido un sensor de luz ambiental para autoajustar el brillo de la pantalla, un acelerómetro y un giroscopio de 3 ejes, un magnetómetro (brújula), y un barómetro. Utiliza el chip Nvidia Tegra 2 T20, con un CPU doble núcleo a una frecuencia de 1 GHz.

### Media
El Motorola Xoom soporta los siguientes formatos multimedia:
- Audio: AAC, AAC +, AMR NB, AMRWB, MP3, XMF.
- Vídeo: H.263, H.264, MPEG4, VP8

## Recepción
El Xoom recibió elogios de los críticos, Engadget, PC World y CNET, dijeron que el desempeño del Xoom era tan bueno, o superior, a los productos de la competencia.
La experiencia de usuario con el software fue mixta. Android 3.0 fue elogiado por "venir en una manera mucho más coherente que cualquier iteración anterior del software", según Engadget, y de ser "el esfuerzo de Google de software más brillante hasta la fecha", según PC World. CNET dijo que algunas zonas del software parecen demasiadas complejas, y Engadget dijo que "muchos de los nuevos programas se siente como que no estuvieran fuera de beta" [en su versión 3.0]. El precio del dispositivo fue también objeto de críticas, tanto en Engadget como PC World citaron el precio como un inconveniente, y CNET dijo que con el precio de lanzamiento, "el Xoom se limitará a los usuario pioneros y partidarios de Android".

## Galería

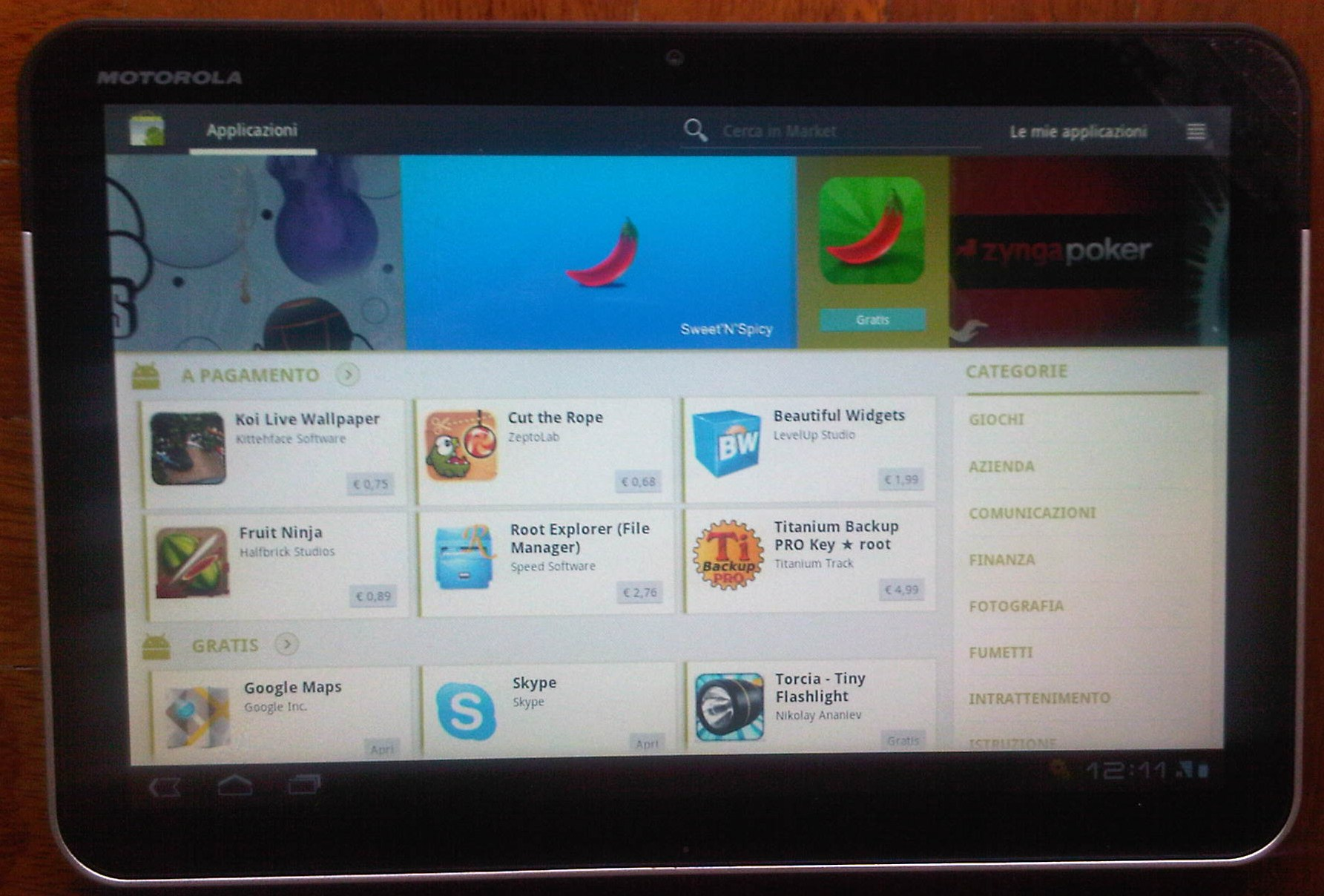
Motorola Xoom con Android Market.